# Prioneris philonome
Prioneris philonome is een vlindersoort uit de familie van de Pieridae (witjes), onderfamilie Pierinae.
Prioneris philonome werd in 1836 beschreven door Boisduval.